# Stemme S10
|}
Stemme S10 je dvosedežno motorno jadralno letalo, ki so ga razvili pri nemškem podjetju Stemme AG v 1980ih. Letalo je sposobno samostojnega vzleta, posebnost je propeler, ki se lahko uvlači v trup. S10 ima uvlačljivo pristajalno podvozje z repnim kolesom. Dve glavni kolesi se uvlači z elektromotorjem ali pa ročno. Obstaja tudi verzija, pri katerem se lahko krila zložijo, tako da zasedajo manj prostora v hangarju. Pilota sedita eden ob strani drugega.

Pilot Klaus Ohlmann je z njim dosegel rekordno razdaljo 2463 km. 

Stemme S10 je po izgledu podoben Caproni A21S Calif, slednji je povsem jadralno letalo.

## Specifikacije (S 10-VT)
Podatki iz Jane's All The World's Aircraft 2003–2004
Splošne značilnosti
- Posadka: 1 pilot
- Število sedežev: 1 potnikv
- Dolžina: 8,42 m (27 ft 7 in)
- Razpon kril: 23,00 m (75 ft 6 in)
- Višina: 1,80 m (5 ft 11 in)
- Površina kril: 18,70 m2 (201,3 sq ft)
- Vitkost: 28,3
- Teža praznega letala: 645 kg (1.422 lb)
- Bruto teža: 850 kg (1.874 lb)
- Pogon letala: 1 × Rotax 914 F2/S1 4-valjni protibatni motor s turbopolnilnikom, 84,6 kW (113,5 hp)
- Propelerji: št. lopatic: 2

Zmogljivost
- Potovalna hitrost: 259 km/h (161 mph; 140 kn)
- Hitrost pri porušitvi vzgona: 78 km/h (48 mph; 42 kn)
- Neprekoračljiva hitrost: 270 km/h (168 mph; 146 kn)
- Doseg: 1.730 km (1.075 mi; 934 nmi) (maks. gorivo)
- Višina leta: 9.140 m (29.987 ft)
- g-omejitev: +5,3/-2,65
- Jadralno število: 50
- Hitrost vzpenjanja: 4,0 m/s (790 ft/min)